# 楊門女將 (2001年電視劇)
《楊門女將》，是由唐人影视于2001年製作的40集古裝電視劇（电影版：15集），导演包括李国立、卫翰韬、黄伟明、袁英明等。《杨门女将——女儿当自强》是系列影片的首部。

## 演員表
- 郑佩佩 飾 佘赛花（佘太君）
- 蔡　晶 飾 周夫人（杨大娘）
- 王新芬 飾 耿金花（杨二娘）
- 金　晶 飾 董月娥（杨三娘）
- 王渝文 飾 罗氏女（杨四娘）
- 郭晋安 飾 杨延輝（杨四郎）
- 吴　越 飾 杨延德（杨五郎）
- 宋怡霏 飾 程风莲（杨五娘）
- 黃智賢 飾 杨延昭（杨六郎）
- 童爱玲 飾 柴文意（柴郡主杨六娘）
- 孙　莉 飾 杜金娥（杨七娘）
- 徐　敏 飾 赵德芳（八贤王）
- 李若彤 飾 杨延琪（杨八妹）
- 连　凯 飾 杨　安
- 李綺虹 飾 杨排风
- 陈国邦 飾 程　刚
- 张智尧 飾 杨宗保
- 宁　静 飾 穆桂英
- 戴春荣 飾 萧太后
- 张锦程 飾 宋真宗
- 谢韵仪 飾 金綾公主（王贵妃）
- 尹揚明 飾 贝蒙多
- 岳　翎 飾 银镜公主
- 林明伦 飾 姜　彬（遼國軍師）
- 梁家仁 飾 王　钦
- 柯叔元 飾 谢金吾
- 韩童山 飾 寇　准
- 黄达亮 飾 任道安
- 张　山 飾 韩　昌
- 原子鏸 飾 姜翠萍
- 封佳奇 飾 少年宗保
- 陆琦琦 飾 少年桂英

## 演員軼事
- 劇中杨宗保 、穆桂英角色最初該劇開拍前原先曾屬意由吳奇隆、吳倩蓮出演，之後因為兩人當時皆因檔期因素婉拒出演。最後改由張智堯和寧靜兩位取代出演。

## 数字电影目录
1. 女儿当自强
2. 天波府风波
3. 女将初征
4. 再战金沙滩
5. 四郎探母
6. 昊天塔
7. 八妹游春
8. 白马贺寿
9. 皇城惊变
10. 巧夺凤发
11. 情定穆柯寨
12. 战地情缘
13. 辕门斩子
14. 穆桂英挂帅
15. 大破天门阵